# Juan Manuel Figueroa Aznar
Juan Manuel Figueroa Aznar (1878 Caraz – 1951 Paucartambo) byl peruánský herec, fotograf, malíř a politik. Je považován za jednoho z nejvýznamnějších představitelů fotografického rozkvětu Cusza na počátku 20. století.

## Životopis
Narodil se ve městě Caraz, provincie Huaylas, departement Áncash. Od roku 1904 žil v Cuzcu, hlavně v Paucartambu, kde se seznámil s rodinou Yabarů. V roce 1908 se oženil s Juanou Ubaldinou Yabar Almanzou, sestrou poslance Enriqueho Yabara Almanzy a neteří poslanců Benigna Yabara a Ezequiela Yabara Artety.
Zpočátku se vyučil malířem, ale jeho záliba v portrétování ho přivedla blíže k fotografii. V roce 1902 pracoval s Maxem T. Vargasem z Uměleckého ateliéru bratří Vargasů v Arequipě jako malíř kulis a zavedl na tehdejší dobu velmi neobvyklou praxi: zobrazování domorodých obyvatel v ateliéru. V roce 1904 se usadil v Cuzcu. Ve 20. letech 20. století se připojil k intelektuálnímu kruhu Luise E. Valcárcela, který ho jmenoval uměleckým ředitelem Peruánské mise inckého umění, se kterou v roce 1923 cestoval po La Paz, Buenos Aires a Montevideu. Během těchto let se setkal s Martínem Chambim, se kterým několikrát spolupracoval. Společně cestovali do Machu Picchu v roce 1928 jako součást expedice prefekta Véleze. Výběr fotografií pořízených z památníku byl publikován v knize Cusco Historico, kterou editoval Rafael Larco Herrera s texty Luise E. Valcárcel o šest let později.
Byl zvolen náhradním poslancem za provincii Paucartambo v letech 1913 až 1918 během vlád Guillerma Billinghursta, Oscara R. Benavidese a Josého Parda y Barredy.